# Türkiye 2. Futbol Ligi 1993/94
Die Türkiye 2. Futbol Ligi 1993/94 war die 31. Spielzeit der zweithöchsten türkischen Spielklasse im professionellen Männer-Fußball. Sie wurde am 29. August 1993 mit dem 1. Spieltag der Qualifikationsrunde begonnen und am 6. Juni 1993 mit dem 18. Spieltag der Abstiegsrunde abgeschlossen.
In der Saison 1993/94 wurde die zweithöchste Spielklasse wie in der Vorsaison in zwei Etappen ausgetragen. In der 1. Etappe wurde die Liga in einer Qualifikationsrunde (türkisch Kademe Grupları) in fünf Gruppen mit jeweils zehn Mannschaften mit Hin- und Rückspielen gespielt. Nach dem Ende der 1. Etappe wurden die ersten zwei Mannschaften aus allen Gruppen in eine gemeinsame Gruppe, die Aufstiegsrunde (türkisch Yükselme Grubu), aufgenommen, und spielten hier um den Aufstieg in die 1. Lig. Die restlichen Teams in den fünf Gruppen der Qualifikationsrunde spielten in unveränderter Gruppenkonstellation nun in einer Abstiegsrunde (türkisch Düşme Grupları) gegen den Abstieg in die 3. Lig. Sowohl die Aufstiegsrunde als auch die Abstiegsrunde stellten dabei die 2. Etappe dar und wurden mit Hin- und Rückspiel gespielt.
Die Mannschaften auf den ersten drei Plätzen der Aufstiegsrunde stiegen direkt in die 1. Lig auf und die letzten zwei Mannschaften aller Gruppen der Abstiegsrunde stiegen in die 3. Lig ab. Während die Punkte aus der Qualifikationsrunde nicht in die Aufstiegsrunde mitgenommen wurden, wurden sie in der Abstiegsrunde unverändert mitgezählt. In der Vorsaison zeichnete sich der Trend ab, dass die Abstiegsrunde für Zuschauer und Medien schnell an Attraktivität verlor. Viele Mannschaften sicherten sich sehr früh den Klassenerhalt und spielten dann ziellos vor leeren Rängen. Ferner wurden auch mehrere Spieler abgegeben, da man so unnötige Kosten sparen wollte. Um die Attraktivität der Liga zu steigern, beschloss man, zusätzlich zu der vorhandenen Konstellation noch eine Dritte Etappe in Form einer Play-off-Runde einzuführen. Die Mannschaften auf den Plätzen vier bis sechs der Aufstiegsrunde und alle Gruppenersten der Abstiegsgruppen sollten im K.-o.-System die restlichen Aufsteiger ausspielen. Zum Sommer 1994 sollte in der 1. Lig die Mannschaftszahl von 16 auf 18 erhöht werden. Um dies zu gewährleisten, sollten an Stelle der drei Absteiger fünf Aufsteiger existieren. Die zwei zusätzlichen Aufsteiger wurden in der Saison 1993/94 über die Play-offs ausgespielt. Die Play-offs wurden zum Ende der Gruppenphase in einer für alle Mannschaften neutralen Stadt ausgetragen.
Die 1. Etappe begann mit dem Saisonstart zum 29. August 1993 und endete zur Winterpause zum 26. Dezember 1993. Die nachfolgende 2. Etappe startete dann zum 23. Januar 1994 und endete am 22. Mai 1994. Die 3. und letzte Etappe, in denen die Play-offs gespielt wurden, wurde vom 28. Mai 1994 bis zum 31. Mai 1994 in Ankara im Ankara 19 Mayıs Stadium veranstaltet.
Zu Saisonbeginn waren zu den von der vorherigen Saison verbleibenden 37 Mannschaften die drei Absteiger aus der 1. Lig Bakırköyspor, Aydınspor und Konyaspor und die zehn Aufsteiger aus der damals drittklassigen 3. Lig Adıyamanspor, Giresunspor, Hatayspor, Yeni Sincanspor, Eskişehirspor, Çorumspor, İstanbul Büyükşehir Belediyespor, Çorluspor, Çanakkale Dardanelspor sowie Yeni Turgutluspor hinzugekommen.
Die Saison beendete Petrol Ofisi SK als Meister und schaffte damit den ersten Aufstieg der Vereinsgeschichte in die höchste türkische Spielklasse. Die Tabellenplätze zwei und drei belegten Denizlispor und Vanspor und stiegen ebenfalls direkt in die 1. Lig auf. Während Denizlispor nach siebenjähriger Abstinenz wieder in die 1. Lig aufstieg, schaffte Vanspor die erste Teilnahme der Vereinsgeschichte an der 1. Lig. Über die Play-offs stiegen noch Antalyaspor und Adana Demirspor in die 1. Lig auf. Antalyaspor spielte damit nach acht Spielzeiten wieder in der 1. Lig. Als Absteiger standen zum Saisonende Yalovaspor und Eyüpspor aus der Gruppe 1, Sökespor und Ayvalıkgücü aus der Gruppe 2, Yeni Yozgatspor und Kütahyaspor aus der Gruppe 3, PTT und Ünyespor aus der Gruppe 4 und Muşspor und İskenderunspor aus der Gruppe 5 fest.
Der Verein Çanakkalespor Kulübü, kurz Çanakkalespor, änderte seinen Namen in Çanakkale Dardanel Spor Kulübü, kurz Çanakkale Dardanelspor, um. Der beiden Aufsteiger Sincanspor Kulübü und Turgutluspor Kulübü, kurz Nazillispor bzw. Turgutluspor, änderte ihre Namen in Yeni Sincanspor Kulübü bzw. Yeni Turgutluspor Kulübü, kurz Yeni Sincanspor (dt.: Das Neue Sincanspor) bzw. Yeni Turgutluspor (dt.: Das Neue Turgutluspor), um.
Eskişehirspor und Adanaspor wurden während der Qualifikationsrunde aufgrund von Fanausschreitungen drei Punkte abgezogen. Aus gleichen Gründen wurde Muşspor in der Abstiegsrunde drei Punkte abgezogen.
Torschützenkönige der Liga wurden mit 21 Toren Halim Okta von Antalyaspor und Fevzi Gündoğdu von Denizlispor.

## Qualifikationsrunde

### Gruppe 1
| Pl. | Verein             | Sp. | S  | U | N | Tore    | Diff. | Punkte |
| --- | ------------------ | --- | -- | - | - | ------- | ----- | ------ |
| 1.  | Sakaryaspor        | 18  | 11 | 4 | 3 | 020:800 | +12   | 37     |
| 2.  | Bakırköyspor (A)   | 18  | 10 | 5 | 3 | 033:150 | +18   | 35     |
| 3.  | İstanbulspor       | 18  | 10 | 4 | 4 | 038:130 | +25   | 34     |
| 4.  | Kartalspor         | 18  | 8  | 5 | 5 | 023:140 | +9    | 29     |
| 5.  | Gaziosmanpaşaspor  | 18  | 6  | 4 | 8 | 012:210 | −9    | 22     |
| 6.  | Üsküdar Anadolu SK | 18  | 4  | 7 | 7 | 014:210 | −7    | 19     |
| 7.  | Çorluspor (N)      | 18  | 3  | 8 | 7 | 017:230 | −6    | 17     |
| 8.  | İstanbul BB (N)    | 18  | 3  | 8 | 7 | 016:250 | −9    | 17     |
| 9.  | Yalovaspor         | 18  | 3  | 7 | 8 | 013:260 | −13   | 16     |
| 10. | Eyüpspor           | 18  | 3  | 6 | 9 | 011:310 | −20   | 15     |

| (A) | Absteiger aus der 1. Lig 1992/93                     |
| (N) | Neuaufsteiger aus der Türkiye 3. Futbol Ligi 1992/93 |

| Gruppe 1           | Sakaryaspor | Bakırköyspor | İstanbulspor | Kartalspor | Gaziosmanpaşaspor | Üsküdar Anadolu SK | Çorluspor | İstanbul BB | Yalovaspor | Eyüpspor |
| ------------------ | ----------- | ------------ | ------------ | ---------- | ----------------- | ------------------ | --------- | ----------- | ---------- | -------- |
| Sakaryaspor        |             | 2:0          | 1:1          | 1:0        | 2:0               | 1:0                | 2:0       | 1:1         | 1:0        | 2:0      |
| Bakırköyspor       | 2:1         |              | 1:0          | 0:0        | 1:0               | 2:1                | 3:1       | 6:1         | 4:1        | 7:0      |
| İstanbulspor       | 2:0         | 0:1          |              | 3:2        | 6:0               | 5:0                | 3:1       | 0:0         | 2:0        | 5:0      |
| Kartalspor         | 1:0         | 3:1          | 1:0          |            | 2:0               | 0:1                | 2:0       | 3:1         | 1:1        | 2:0      |
| Gaziosmanpaşaspor  | 0:2         | 1:1          | 1:3          | 0:0        |                   | 2:0                | 2:1       | 1:0         | 0:0        | 1:2      |
| Üsküdar Anadolu SK | 0:0         | 2:0          | 1:1          | 3:3        | 0:0               |                    | 0:0       | 1:1         | 0:1        | 1:1      |
| Çorluspor          | 0:0         | 0:0          | 0:1          | 0:0        | 1:0               | 3:2                |           | 1:2         | 2:2        | 2:2      |
| İstanbul BB        | 1:2         | 0:2          | 1:1          | 1:0        | 0:1               | 0:1                | 2:2       |             | 3:1        | 1:1      |
| Yalovaspor         | 0:1         | 2:2          | 1:4          | 0:3        | 0:1               | 1:0                | 0:0       | 1:1         |            | 1:1      |
| Eyüpspor           | 0:1         | 0:0          | 2:1          | 2:0        | 0:2               | 0:1                | 0:3       | 0:0         | 0:1        |          |

### Gruppe 2
| Pl. | Verein                     | Sp. | S  | U | N | Tore    | Diff. | Punkte |
| --- | -------------------------- | --- | -- | - | - | ------- | ----- | ------ |
| 1.  | Yeni Turgutluspor (N)      | 18  | 9  | 5 | 4 | 025:190 | +6    | 32     |
| 2.  | Aydınspor (A)              | 18  | 10 | 1 | 7 | 025:220 | +3    | 31     |
| 3.  | Çanakkale Dardanelspor (N) | 18  | 8  | 4 | 6 | 036:250 | +11   | 28     |
| 4.  | Muğlaspor                  | 18  | 8  | 3 | 7 | 028:230 | +5    | 27     |
| 5.  | Balıkesirspor              | 18  | 8  | 3 | 7 | 026:220 | +4    | 27     |
| 6.  | Göztepe Izmir              | 18  | 8  | 2 | 8 | 025:260 | −1    | 26     |
| 7.  | Yeni Salihlispor           | 18  | 7  | 5 | 6 | 020:260 | −6    | 26     |
| 8.  | Sökespor                   | 18  | 5  | 7 | 6 | 025:290 | −4    | 22     |
| 9.  | Bucaspor                   | 18  | 3  | 6 | 9 | 020:290 | −9    | 15     |
| 10. | Ayvalıkgücü                | 18  | 3  | 6 | 9 | 019:280 | −9    | 15     |

| (A) | Absteiger aus der 1. Lig 1992/93                     |
| (N) | Neuaufsteiger aus der Türkiye 3. Futbol Ligi 1992/93 |

| Gruppe 2               | Yeni Turgutluspor | Aydınspor | Çanakkale Dardanelspor | Muğlaspor | Balıkesirspor | Göztepe Izmir | Yeni Salihlispor | Sökespor | Bucaspor | Ayvalıkgücü |
| ---------------------- | ----------------- | --------- | ---------------------- | --------- | ------------- | ------------- | ---------------- | -------- | -------- | ----------- |
| Yeni Turgutluspor      |                   | 1:0       | 2:1                    | 2:0       | 2:0           | 3:2           | 3:1              | 2:2      | 1:3      | 2:0         |
| Aydınspor              | 1:0               |           | 1:0                    | 1:3       | 2:1           | 1:0           | 4:1              | 1:0      | 1:0      | 2:0         |
| Çanakkale Dardanelspor | 2:0               | 3:1       |                        | 2:3       | 3:3           | 3:0           | 1:1              | 5:1      | 2:1      | 2:0         |
| Muğlaspor              | 1:2               | 2:1       | 0:2                    |           | 1:3           | 2:3           | 0:1              | 2:0      | 2:0      | 2:2         |
| Balıkesirspor          | 1:2               | 3:1       | 1:0                    | 0:1       |               | 2:1           | 0:1              | 2:0      | 4:1      | 2:1         |
| Göztepe Izmir          | 2:0               | 1:2       | 2:3                    | 1:5       | 1:0           |               | 4:2              | 1:0      | 2:0      | 3:1         |
| Yeni Salihlispor       | 0:0               | 2:1       | 2:1                    | 0:0       | 0:1           | 1:0           |                  | 1:3      | 1:1      | 1:0         |
| Sökespor               | 1:1               | 3:1       | 3:2                    | 1:3       | 1:1           | 0:0           | 2:2              |          | 3:3      | 2:0         |
| Bucaspor               | 2:2               | 0:2       | 2:2                    | 0:0       | 2:0           | 1:2           | 1:2              | 1:1      |          | 2:1         |
| Ayvalıkgücü            | 0:0               | 2:2       | 2:2                    | 2:1       | 2:2           | 0:0           | 4:1              | 1:2      | 1:0      |             |

### Gruppe 3
| Pl. | Verein              | Sp. | S  | U | N  | Tore    | Diff. | Punkte |
| --- | ------------------- | --- | -- | - | -- | ------- | ----- | ------ |
| 1.  | Denizlispor         | 18  | 12 | 3 | 3  | 037:180 | +19   | 39     |
| 2.  | Antalyaspor         | 18  | 10 | 6 | 2  | 037:170 | +20   | 36     |
| 3.  | Konyaspor (A)       | 18  | 10 | 2 | 6  | 033:230 | +10   | 32     |
| 4.  | Eskişehirspor (N) 1 | 18  | 10 | 1 | 7  | 032:270 | +5    | 28     |
| 5.  | Ispartaspor         | 18  | 6  | 5 | 7  | 026:200 | +6    | 23     |
| 6.  | Tarsus İdman Yurdu  | 18  | 5  | 7 | 6  | 024:200 | +4    | 22     |
| 7.  | Alanyaspor          | 18  | 6  | 3 | 9  | 022:370 | −15   | 21     |
| 8.  | Mersin İdman Yurdu  | 18  | 3  | 8 | 7  | 019:260 | −7    | 17     |
| 9.  | Yeni Yozgatspor     | 18  | 4  | 4 | 10 | 022:420 | −20   | 16     |
| 10. | Kütahyaspor         | 18  | 3  | 3 | 12 | 013:350 | −22   | 12     |

| (A) | Absteiger aus der 1. Lig 1992/93                     |
| (N) | Neuaufsteiger aus der Türkiye 3. Futbol Ligi 1992/93 |

| Gruppe 3           | Denizlispor | Antalyaspor | Konyaspor | Eskişehirspor | Ispartaspor | Tarsus İdman Yurdu | Alanyaspor | Mersin İdman Yurdu | Yeni Yozgatspor | Kütahyaspor |
| ------------------ | ----------- | ----------- | --------- | ------------- | ----------- | ------------------ | ---------- | ------------------ | --------------- | ----------- |
| Denizlispor        |             | 1:1         | 2:1       | 4:0           | 1:0         | 2:0                | 1:0        | 4:2                | 2:0             | 5:0         |
| Antalyaspor        | 3:1         |             | 2:1       | 2:0           | 2:1         | 0:0                | 1:2        | 1:1                | 6:0             | 5:1         |
| Konyaspor          | 1:0         | 1:2         |           | 2:1           | 5:2         | 3:1                | 1:0        | 2:3                | 1:0             | 2:0         |
| Eskişehirspor      | 2:0         | 0:3         | 3:1       |               | 3:1         | 3:1                | 2:0        | 1:1                | 4:2             | 2:1         |
| Ispartaspor        | 2:2         | 0:1         | 4:0       | 0:1           |             | 0:0                | 4:1        | 0:0                | 2:0             | 4:0         |
| Tarsus İdman Yurdu | 0:1         | 1:1         | 0:1       | 2:1           | 0:1         |                    | 3:0        | 0:0                | 6:3             | 5:0         |
| Alanyaspor         | 3:3         | 2:2         | 0:4       | 1:2           | 2:1         | 2:2                |            | 1:0                | 3:2             | 2:1         |
| Mersin İdman Yurdu | 1:2         | 0:0         | 1:5       | 3:1           | 2:2         | 1:1                | 2:3        |                    | 1:0             | 0:0         |
| Yeni Yozgatspor    | 1:4         | 4:2         | 2:2       | 0:6           | 0:0         | 1:1                | 3:0        | 2:1                |                 | 1:0         |
| Kütahyaspor        | 1:2         | 1:3         | 0:0       | 3:0 1         | 0:2         | 0:1                | 3:0        | 1:0                | 1:1             |             |

### Gruppe 4
| Pl. | Verein              | Sp. | S  | U | N  | Tore    | Diff. | Punkte |
| --- | ------------------- | --- | -- | - | -- | ------- | ----- | ------ |
| 1.  | Boluspor            | 18  | 11 | 4 | 3  | 033:120 | +21   | 37     |
| 2.  | Petrol Ofisi SK     | 18  | 11 | 3 | 4  | 038:190 | +19   | 36     |
| 3.  | Yeni Sincanspor (N) | 18  | 7  | 6 | 5  | 026:220 | +4    | 27     |
| 4.  | Erzurumspor         | 18  | 6  | 8 | 4  | 021:210 | ±0    | 26     |
| 5.  | Zonguldakspor       | 18  | 7  | 4 | 7  | 017:160 | +1    | 25     |
| 6.  | Giresunspor (N)     | 18  | 7  | 4 | 7  | 028:310 | −3    | 25     |
| 7.  | PTT SK              | 18  | 5  | 9 | 4  | 029:250 | +4    | 24     |
| 8.  | Orduspor            | 18  | 6  | 4 | 8  | 025:310 | −6    | 22     |
| 9.  | Çorumspor (N)       | 18  | 4  | 5 | 9  | 015:260 | −11   | 17     |
| 10. | Ünyespor            | 18  | 1  | 3 | 14 | 015:440 | −29   | 06     |

| (N) | Neuaufsteiger aus der Türkiye 3. Futbol Ligi 1992/93 |

| Gruppe 4        | Boluspor | Petrol Ofisi SK | Yeni Sincanspor | Erzurumspor | Zonguldakspor | Giresunspor | PTT SK | Orduspor | Çorumspor | Ünyespor |
| --------------- | -------- | --------------- | --------------- | ----------- | ------------- | ----------- | ------ | -------- | --------- | -------- |
| Boluspor        |          | 4:2             | 0:1             | 0:0         | 2:0           | 2:0         | 2:0    | 4:1      | 1:0       | 4:1      |
| Petrol Ofisi SK | 1:0      |                 | 1:0             | 0:0         | 1:0           | 6:2         | 2:0    | 2:2      | 2:0       | 5:0      |
| Yeni Sincanspor | 1:1      | 3:2             |                 | 1:1         | 2:0           | 5:1         | 1:4    | 2:1      | 0:1       | 4:2      |
| Erzurumspor     | 0:0      | 2:1             | 0:1             |             | 2:0           | 2:1         | 1:1    | 3:1      | 1:0       | 4:1      |
| Zonguldakspor   | 1:0      | 0:2             | 1:0             | 1:1         |               | 4:0         | 0:0    | 2:0      | 2:0       | 2:0      |
| Giresunspor     | 0:2      | 1:1             | 3:1             | 3:0         | 1:0           |             | 1:1    | 2:2      | 3:0       | 4:0      |
| PTT SK          | 1:1      | 3:1             | 1:1             | 4:1         | 1:1           | 1:1         |        | 3:1      | 1:1       | 3:2      |
| Orduspor        | 2:5      | 1:2             | 1:1             | 4:1         | 2:0           | 2:1         | 1:0    |          | 1:0       | 1:1      |
| Çorumspor       | 1:3      | 1:3             | 1:1             | 1:1         | 1:1           | 1:2         | 3:3    | 2:1      |           | 1:0      |
| Ünyespor        | 0:2      | 0:4             | 1:1             | 1:1         | 1:2           | 1:2         | 4:2    | 0:1      | 0:1       |          |

### Gruppe 5
| Pl. | Verein                   | Sp. | S  | U | N  | Tore    | Diff. | Punkte |
| --- | ------------------------ | --- | -- | - | -- | ------- | ----- | ------ |
| 1.  | Adana Demirspor          | 18  | 12 | 2 | 4  | 038:120 | +26   | 38     |
| 2.  | Vanspor                  | 18  | 11 | 4 | 3  | 025:150 | +10   | 37     |
| 3.  | Hatayspor (N)            | 18  | 11 | 3 | 4  | 036:150 | +21   | 36     |
| 4.  | Diyarbakırspor           | 18  | 8  | 3 | 7  | 032:320 | ±0    | 27     |
| 5.  | Adanaspor 2              | 18  | 8  | 3 | 7  | 030:220 | +8    | 24     |
| 6.  | Siirt Köy Hizmetleri YSE | 18  | 7  | 2 | 9  | 021:300 | −9    | 23     |
| 7.  | Adıyamanspor (N)         | 18  | 5  | 4 | 9  | 020:310 | −11   | 19     |
| 8.  | İskenderunspor           | 18  | 5  | 2 | 11 | 019:240 | −5    | 17     |
| 9.  | Malatyaspor              | 18  | 5  | 2 | 11 | 013:280 | −15   | 17     |
| 10. | Muşspor                  | 18  | 5  | 1 | 12 | 017:420 | −25   | 16     |

| (N) | Neuaufsteiger aus der Türkiye 3. Futbol Ligi 1992/93 |

| Gruppe 5                 | Adana Demirspor | Vanspor | Hatayspor | Diyarbakırspor | Adanaspor | Siirt Köy Hizmetleri YSE | Adıyamanspor | İskenderunspor | Malatyaspor | Muşspor |
| ------------------------ | --------------- | ------- | --------- | -------------- | --------- | ------------------------ | ------------ | -------------- | ----------- | ------- |
| Adana Demirspor          |                 | 0:1     | 1:0       | 0:2            | 0:1       | 3:1                      | 3:0          | 1:0            | 5:0         | 8:2     |
| Vanspor                  | 3:0             |         | 2:1       | 2:1            | 1:0       | 2:1                      | 0:0          | 1:0            | 0:0         | 3:1     |
| Hatayspor                | 1:1             | 1:0     |           | 3:0            | 3:0 2     | 5:1                      | 1:1          | 2:0            | 2:0         | 4:0     |
| Diyarbakırspor           | 0:2             | 1:0     | 4:4       |                | 2:1       | 3:1                      | 3:1          | 1:0            | 2:1         | 5:1     |
| Adanaspor                | 1:1             | 1:3     | 0:1       | 4:2            |           | 1:0                      | 3:0          | 2:0            | 4:2         | 6:2     |
| Siirt Köy Hizmetleri YSE | 0:3             | 2:2     | 2:1       | 3:2            | 1:0       |                          | 2:0          | 0:2            | 1:0         | 1:0     |
| Adıyamanspor             | 0:3             | 3:0     | 1:4       | 2:2            | 1:1       | 2:3                      |              | 1:0            | 1:0         | 3:1     |
| İskenderunspor           | 0:2             | 1:1     | 0:1       | 4:1            | 1:1       | 2:1                      | 3:4          |                | 3:0         | 3:0     |
| Malatyaspor              | 0:2             | 1:2     | 1:2       | 1:1            | 0:3       | 1:0                      | 1:0          | 3:0            |             | 1:0     |
| Muşspor                  | 0:3             | 1:2     | 1:0       | 2:0            | 2:1       | 1:1                      | 1:0          | 2:0            | 0:1         |         |

## Aufstiegsrunde
| Pl. | Verein                | Sp. | S  | U | N  | Tore    | Diff. | Punkte |
| --- | --------------------- | --- | -- | - | -- | ------- | ----- | ------ |
| 1.  | Petrol Ofisi SK       | 18  | 11 | 2 | 5  | 025:140 | +11   | 35     |
| 2.  | Denizlispor           | 18  | 11 | 2 | 5  | 036:270 | +9    | 35     |
| 3.  | Vanspor               | 18  | 9  | 1 | 8  | 019:200 | −1    | 28     |
| 4.  | Bakırköyspor (A)      | 18  | 8  | 3 | 7  | 023:160 | +7    | 27     |
| 5.  | Adana Demirspor       | 18  | 8  | 2 | 8  | 020:190 | +1    | 26     |
| 6.  | Antalyaspor           | 18  | 7  | 2 | 9  | 027:260 | +1    | 23     |
| 7.  | Sakaryaspor           | 18  | 5  | 7 | 6  | 016:180 | −2    | 22     |
| 8.  | Aydınspor (A)         | 18  | 6  | 3 | 9  | 020:330 | −13   | 21     |
| 9.  | Boluspor              | 18  | 4  | 7 | 7  | 014:200 | −6    | 19     |
| 10. | Yeni Turgutluspor (N) | 18  | 5  | 3 | 10 | 015:220 | −7    | 18     |

| (A) | Absteiger aus der 1. Lig 1992/93                     |
| (N) | Neuaufsteiger aus der Türkiye 3. Futbol Ligi 1992/93 |

| Aufstiegsrunde    | Petrol Ofisi SK | Denizlispor | Vanspor | Bakırköyspor | Adana Demirspor | Antalyaspor | Sakaryaspor | Aydınspor | Boluspor | Yeni Turgutluspor |
| ----------------- | --------------- | ----------- | ------- | ------------ | --------------- | ----------- | ----------- | --------- | -------- | ----------------- |
| Petrol Ofisi SK   |                 | 3:1         | 1:0     | 2:1          | 0:1             | 1:0         | 0:0         | 4:1       | 3:0      | 2:0               |
| Denizlispor       | 1:2             |             | 1:0     | 3:2          | 1:0             | 2:1         | 4:2         | 2:3       | 4:1      | 2:0               |
| Vanspor           | 1:0             | 2:1         |         | 0:0          | 2:0             | 3:0         | 2:1         | 4:2       | 1:0      | 1:0               |
| Bakırköyspor      | 1:0             | 4:2         | 0:1     |              | 1:0             | 2:0         | 2:0         | 0:1       | 1:0      | 2:0               |
| Adana Demirspor   | 1:1             | 2:4         | 3:0     | 2:1          |                 | 1:0         | 2:1         | 2:0       | 0:1      | 2:0               |
| Antalyaspor       | 4:1             | 3:3         | 2:0     | 3:0          | 1:0             |             | 0:1         | 6:1       | 1:1      | 3:2               |
| Sakaryaspor       | 0:1             | 0:0         | 2:1     | 0:0          | 1:0             | 3:1         |             | 1:1       | 2:0      | 0:2               |
| Aydınspor         | 0:1             | 0:1         | 3:0     | 0:5          | 2:3             | 2:0         | 1:1         |           | 1:0      | 1:0               |
| Boluspor          | 2:0             | 1:2         | 2:1     | 0:0          | 1:1             | 2:0         | 1:1         | 1:1       |          | 0:0               |
| Yeni Turgutluspor | 0:3             | 1:2         | 2:0     | 2:1          | 2:0             | 1:2         | 0:0         | 2:0       | 1:1      |                   |

## Abstiegsrunde
Die Ergebnisse aus der Qualifikationsrunde wurden mit eingerechnet.

### Gruppe 1
| Pl. | Verein             | Sp. | S  | U  | N  | Tore    | Diff. | Punkte |
| --- | ------------------ | --- | -- | -- | -- | ------- | ----- | ------ |
| 1.  | İstanbulspor       | 32  | 17 | 9  | 6  | 069:280 | +41   | 60     |
| 2.  | Kartalspor         | 32  | 11 | 9  | 12 | 047:370 | +10   | 42     |
| 3.  | Üsküdar Anadolu SK | 32  | 10 | 11 | 11 | 035:450 | −10   | 41     |
| 4.  | İstanbul BB (N)    | 32  | 9  | 12 | 11 | 035:370 | −2    | 39     |
| 5.  | Çorluspor (N)      | 32  | 10 | 9  | 13 | 033:440 | −11   | 39     |
| 6.  | Gaziosmanpaşaspor  | 32  | 11 | 6  | 15 | 033:480 | −15   | 39     |
| 7.  | Yalovaspor         | 32  | 8  | 11 | 13 | 032:450 | −13   | 35     |
| 8.  | Eyüpspor           | 32  | 5  | 12 | 15 | 022:520 | −30   | 27     |

| (N) | Neuaufsteiger aus der Türkiye 3. Futbol Ligi 1992/93 |

| Gruppe 1           | İstanbulspor | Kartalspor | Üsküdar Anadolu SK | İstanbul BB | Çorluspor | Gaziosmanpaşaspor | Yalovaspor | Eyüpspor |
| ------------------ | ------------ | ---------- | ------------------ | ----------- | --------- | ----------------- | ---------- | -------- |
| İstanbulspor       |              | 0:0        | 1:1                | 1:1         | 6:2       | 3:0               | 6:0        | 2:2      |
| Kartalspor         | 0:1          |            | 6:1                | 1:2         | 1:2       | 2:2               | 0:0        | 3:0      |
| Üsküdar Anadolu SK | 3:3          | 3:3        |                    | 1:0         | 3:1       | 5:2               | 1:0        | 1:0      |
| İstanbul BB        | 3:0          | 1:0        | 0:2                |             | 5:1       | 0:1               | 0:0        | 1:1      |
| Çorluspor          | 0:1          | 2:1        | 2:0                | 0:2         |           | 1:0               | 2:0        | 1:2      |
| Gaziosmanpaşaspor  | 1:3          | 3:2        | 2:0                | 1:2         | 0:1       |                   | 2:1        | 1:0      |
| Yalovaspor         | 2:0          | 4:2        | 4:0                | 1:1         | 0:1       | 5:4               |            | 2:0      |
| Eyüpspor           | 0:4          | 2:3        | 0:0                | 2:1         | 0:0       | 2:2               | 0:0        |          |

### Gruppe 2
| Pl. | Verein                     | Sp. | S  | U  | N  | Tore    | Diff. | Punkte |
| --- | -------------------------- | --- | -- | -- | -- | ------- | ----- | ------ |
| 1.  | Çanakkale Dardanelspor (N) | 32  | 16 | 7  | 9  | 064:360 | +28   | 55     |
| 2.  | Göztepe Izmir              | 32  | 14 | 7  | 11 | 042:390 | +3    | 49     |
| 3.  | Muğlaspor                  | 32  | 13 | 7  | 12 | 044:430 | +1    | 46     |
| 4.  | Yeni Salihlispor           | 32  | 12 | 10 | 10 | 035:440 | −9    | 46     |
| 5.  | Balıkesirspor              | 32  | 11 | 10 | 11 | 039:350 | +4    | 43     |
| 6.  | Bucaspor                   | 32  | 9  | 11 | 12 | 041:480 | −7    | 38     |
| 7.  | Sökespor                   | 32  | 8  | 12 | 12 | 037:460 | −9    | 36     |
| 8.  | Ayvalıkgücü                | 32  | 5  | 8  | 19 | 032:520 | −20   | 23     |

| (N) | Neuaufsteiger aus der Türkiye 3. Futbol Ligi 1992/93 |

| Gruppe 2               | Çanakkale Dardanelspor | Göztepe Izmir | Muğlaspor | Yeni Salihlispor | Balıkesirspor | Bucaspor | Sökespor | Ayvalıkgücü |
| ---------------------- | ---------------------- | ------------- | --------- | ---------------- | ------------- | -------- | -------- | ----------- |
| Çanakkale Dardanelspor |                        | 1:0           | 4:1       | 4:0              | 0:0           | 2:3      | 2:0      | 4:0         |
| Göztepe Izmir          | 1:0                    |               | 2:0       | 1:2              | 1:1           | 0:2      | 2:1      | 3:2         |
| Muğlaspor              | 1:3                    | 1:1           |           | 0:2              | 1:0           | 1:1      | 1:0      | 2:1         |
| Yeni Salihlispor       | 1:1                    | 1:1           | 1:0       |                  | 1:0           | 1:1      | 3:3      | 2:1         |
| Balıkesirspor          | 1:1                    | 1:1           | 0:1       | 1:0              |               | 2:2      | 1:1      | 2:0         |
| Bucaspor               | 0:3                    | 0:2           | 3:5       | 2:0              | 2:2           |          | 2:0      | 1:0         |
| Sökespor               | 3:2                    | 0:0           | 1:1       | 0:0              | 0:1           | 0:1      |          | 2:1         |
| Ayvalıkgücü            | 0:1                    | 1:2           | 1:1       | 3:1              | 2:1           | 1:1      | 0:1      |             |

### Gruppe 3
| Pl. | Verein              | Sp. | S  | U  | N  | Tore    | Diff. | Punkte |
| --- | ------------------- | --- | -- | -- | -- | ------- | ----- | ------ |
| 1.  | Konyaspor (A)       | 32  | 18 | 6  | 8  | 060:310 | +29   | 60     |
| 2.  | Eskişehirspor (N) 1 | 32  | 15 | 6  | 11 | 052:380 | +14   | 48     |
| 3.  | Alanyaspor          | 32  | 12 | 9  | 11 | 034:490 | −15   | 45     |
| 4.  | Tarsus İdman Yurdu  | 32  | 11 | 11 | 10 | 037:280 | +9    | 44     |
| 5.  | Mersin İdman Yurdu  | 32  | 9  | 14 | 9  | 037:340 | +3    | 41     |
| 6.  | Ispartaspor         | 32  | 9  | 10 | 13 | 035:350 | ±0    | 37     |
| 7.  | Yeni Yozgatspor     | 32  | 8  | 6  | 18 | 035:700 | −35   | 30     |
| 8.  | Kütahyaspor         | 32  | 4  | 5  | 23 | 021:650 | −44   | 17     |

| (A) | Absteiger aus der 1. Lig 1992/93                     |
| (N) | Neuaufsteiger aus der Türkiye 3. Futbol Ligi 1992/93 |

| Gruppe 3           | Konyaspor | Eskişehirspor | Alanyaspor | Tarsus İdman Yurdu | Mersin İdman Yurdu | Ispartaspor | Yeni Yozgatspor | Kütahyaspor |
| ------------------ | --------- | ------------- | ---------- | ------------------ | ------------------ | ----------- | --------------- | ----------- |
| Konyaspor          |           | 1:1           | 6:0        | 2:0                | 1:0                | 4:1         | 1:0             | 4:1         |
| Eskişehirspor      | 2:1       |               | 1:1        | 2:0                | 0:1                | 0:0         | 4:0             | 3:0         |
| Alanyaspor         | 1:1       | 2:1           |            | 1:0                | 0:0                | 1:0         | 4:1             | 1:0         |
| Tarsus İdman Yurdu | 0:0       | 0:0           | 0:0        |                    | 2:1                | 1:0         | 6:0             | 1:0         |
| Mersin İdman Yurdu | 0:0       | 1:1           | 0:0        | 1:0                |                    | 1:0         | 2:0             | 5:0         |
| Ispartaspor        | 2:0       | 1:0           | 0:1        | 1:1                | 1:1                |             | 0:3             | 2:1         |
| Yeni Yozgatspor    | 0:2       | 3:2           | 2:0        | 0:1                | 1:1                | 1:1         |                 | 2:0         |
| Kütahyaspor        | 0:4       | 0:3           | 0:0        | 0:1                | 2:4                | 0:0         | 4:0             |             |

### Gruppe 4
| Pl. | Verein              | Sp. | S  | U  | N  | Tore    | Diff. | Punkte |
| --- | ------------------- | --- | -- | -- | -- | ------- | ----- | ------ |
| 1.  | Erzurumspor         | 32  | 14 | 12 | 6  | 044:330 | +11   | 54     |
| 2.  | Orduspor            | 32  | 15 | 6  | 11 | 045:440 | +1    | 51     |
| 3.  | Zonguldakspor       | 32  | 13 | 8  | 11 | 036:310 | +5    | 47     |
| 4.  | Çorumspor (N)       | 32  | 11 | 9  | 12 | 030:360 | −6    | 42     |
| 5.  | Giresunspor (N)     | 32  | 11 | 7  | 14 | 043:510 | −8    | 40     |
| 6.  | Yeni Sincanspor (N) | 32  | 10 | 9  | 13 | 042:440 | −2    | 39     |
| 7.  | PTT SK              | 32  | 9  | 12 | 11 | 044:490 | −5    | 39     |
| 8.  | Ünyespor            | 32  | 3  | 6  | 23 | 036:720 | −36   | 15     |

| (N) | Neuaufsteiger aus der Türkiye 3. Futbol Ligi 1992/93 |

| Gruppe 4        | Erzurumspor | Orduspor | Zonguldakspor | Çorumspor | Giresunspor | Yeni Sincanspor | PTT | Ünyespor |
| --------------- | ----------- | -------- | ------------- | --------- | ----------- | --------------- | --- | -------- |
| Erzurumspor     |             | 3:0      | 3:0           | 2:0       | 2:1         | 3:1             | 3:2 | 2:1      |
| Orduspor        | 1:0         |          | 1:0           | 2:1       | 2:1         | 2:1             | 3:0 | 3:3      |
| Zonguldakspor   | 0:0         | 0:0      |               | 1:0       | 1:1         | 1:1             | 4:1 | 2:1      |
| Çorumspor       | 2:0         | 2:1      | 1:0           |           | 1:0         | 1:1             | 3:1 | 2:1      |
| Giresunspor     | 2:2         | 2:1      | 1:4           | 0:0       |             | 0:1             | 0:2 | 2:3      |
| Yeni Sincanspor | 1:2         | 0:1      | 1:2           | 1:1       | 0:1         |                 | 2:1 | 3:2      |
| PTT SK          | 1:1         | 0:2      | 2:1           | 0:0       | 0:2         | 1:0             |     | 1:1      |
| Ünyespor        | 0:0         | 0:1      | 2:3           | 0:1       | 1:2         | 4:3             | 2:3 |          |

### Gruppe 5
| Pl. | Verein                   | Sp. | S  | U | N  | Tore    | Diff. | Punkte |
| --- | ------------------------ | --- | -- | - | -- | ------- | ----- | ------ |
| 1.  | Hatayspor (N)            | 32  | 16 | 6 | 10 | 057:320 | +25   | 54     |
| 2.  | Siirt Köy Hizmetleri YSE | 32  | 13 | 6 | 13 | 046:470 | −1    | 45     |
| 3.  | Adıyamanspor (N)         | 32  | 12 | 7 | 13 | 041:510 | −10   | 43     |
| 4.  | Adanaspor 2              | 32  | 12 | 8 | 12 | 046:380 | +8    | 41     |
| 5.  | Diyarbakırspor           | 32  | 12 | 5 | 15 | 051:600 | −9    | 41     |
| 6.  | Malatyaspor              | 32  | 12 | 5 | 15 | 031:420 | −11   | 41     |
| 7.  | Muşspor 3                | 32  | 11 | 5 | 16 | 029:540 | −25   | 38     |
| 8.  | İskenderunspor           | 32  | 9  | 4 | 19 | 036:490 | −13   | 31     |

| (N) | Neuaufsteiger aus der Türkiye 3. Futbol Ligi 1992/93 |

| Gruppe 5        | Erzurumspor | Orduspor | Zonguldakspor | Çorumspor | Giresunspor | Yeni Sincanspor | PTT SK | Ünyespor |
| --------------- | ----------- | -------- | ------------- | --------- | ----------- | --------------- | ------ | -------- |
| Erzurumspor     |             | 3:0      | 3:0           | 2:0       | 2:1         | 3:1             | 3:2    | 2:1      |
| Orduspor        | 1:0         |          | 1:0           | 2:1       | 2:1         | 2:1             | 3:0    | 3:3      |
| Zonguldakspor   | 0:0         | 0:0      |               | 1:0       | 1:1         | 1:1             | 4:1    | 2:1      |
| Çorumspor       | 2:0         | 2:1      | 1:0           |           | 1:0         | 1:1             | 3:1    | 2:1      |
| Giresunspor     | 2:2         | 2:1      | 1:4           | 0:0       |             | 0:1             | 0:2    | 2:3      |
| Yeni Sincanspor | 1:2         | 0:1      | 1:2           | 1:1       | 0:1         |                 | 2:1    | 3:2      |
| PTT SK          | 1:1         | 0:2      | 2:1           | 0:0       | 0:2         | 1:0             |        | 1:1      |
| Ünyespor        | 0:0         | 0:1      | 2:3           | 0:1       | 1:2         | 4:3             | 2:3    |          |

## Play-offs

### 1. Play-off-Gleis
Halbfinale
| Datum                     |              | Ergebnis  |              | Spielort                |
| ------------------------- | ------------ | --------- | ------------ | ----------------------- |
| 28. Mai 1994 um 14:30 Uhr | İstanbulspor | 2:1 n. V. | Bakırköyspor | Ankara 19 Mayıs Stadium |
| 28. Mai 1994 um 17:15 Uhr | Antalyaspor  | 3:2       | Konyaspor    | Ankara 19 Mayıs Stadium |

Finale
| İstanbulspor                                                  | İstanbulspor | Antalyaspor | Antalyaspor |
| ------------------------------------------------------------- | --- | --- | ----------- |
| İstanbulspor                                                  | \| 1. Play-off-Finale \| \| 30. Mai 1994 um 17:00 Uhr in Ankara (Ankara 19 Mayıs Stadium) \| \| Ergebnis: 2:3 (0:1) \| \| Schiedsrichter: Bülent Yavuz \| \| Spielbericht \|                                                                | \| 1. Play-off-Finale \| \| 30. Mai 1994 um 17:00 Uhr in Ankara (Ankara 19 Mayıs Stadium) \| \| Ergebnis: 2:3 (0:1) \| \| Schiedsrichter: Bülent Yavuz \| \| Spielbericht \|                                                     | Antalyaspor |
| İstanbulspor                                                  | Arif Peçenek – Doğan Pek, Ömer Faruk Demir (51. İsmail Gökçek), Metin Altınay, Tandoğan Sunguroğlu – Nesim Özgür, Selman Derven (59. Uğur Zararsız), Özcan Duman – Hamdi Demirtaş, Tanju Çolak, Saffet Akyüz Cheftrainer: Ali Kemal Denizci | Rüştü Reçber – Abdulkerim Koç, Göksel Kırıkoğlu, Ahmet Sönmez – Mehmet Mutlu, Caner Yilmaz, Murat Özduran, Ali-Rıza Yılmaz, Halim Okta (89. Kadir Durum) – Adnan Gülek, Bülent Sevlü (73. Kadir Durum) Cheftrainer: Adnan Dinçer | Antalyaspor |
| İstanbulspor                                                  | 1:2 Tanju Çolak (53.) 2:2 Tanju Çolak (60.) | 0:1 Murat Özduran (24.) 0:2 Murat Özduran (49.) 2:3 Adnan Gülek (89.) | Antalyaspor |
| İstanbulspor                                                  | Saffet Akyüz (27.), Doğan Pek (48.), Tandoğan Sunguroğlu (49.) | Abdulkerim Koç (56.), Adnan Gülek (72.) | Antalyaspor |
| İstanbulspor                                                  | Antalyaspor ist durch diesen Sieg in die 1. Lig aufgestiegen. | | Antalyaspor |
| 1. Play-off-Finale                                            | | |             |
| 30. Mai 1994 um 17:00 Uhr in Ankara (Ankara 19 Mayıs Stadium) | | |             |
| Ergebnis: 2:3 (0:1)                                           | | |             |
| Schiedsrichter: Bülent Yavuz                                  | | |             |
| Spielbericht                                                  | | |             |

### 2. Play-off-Gleis
Halbfinale
| Datum                     |             | Ergebnis |                        | Spielort                |
| ------------------------- | ----------- | -------- | ---------------------- | ----------------------- |
| 29. Mai 1994 um 14:30 Uhr | Erzurumspor | 0:2      | Çanakkale Dardanelspor | Ankara 19 Mayıs Stadium |
| 29. Mai 1994 um 17:00 Uhr | Hatayspor   | 0:1      | Adana Demirspor        | Ankara 19 Mayıs Stadium |

Finale
| Çanakkale Dardanelspor                                        | Çanakkale Dardanelspor | Adana Demirspor | Adana Demirspor |
| ------------------------------------------------------------- | --- | --- | --------------- |
| Çanakkale Dardanelspor                                        | \| 2. Play-off-Finale \| \| 31. Mai 1994 um 17:00 Uhr in Ankara (Ankara 19 Mayıs Stadium) \| \| Ergebnis: 1:2 (0:1) \| \| Schiedsrichter: Metin Tokat \| \| Spielbericht \|                                            | \| 2. Play-off-Finale \| \| 31. Mai 1994 um 17:00 Uhr in Ankara (Ankara 19 Mayıs Stadium) \| \| Ergebnis: 1:2 (0:1) \| \| Schiedsrichter: Metin Tokat \| \| Spielbericht \|                                                                          | Adana Demirspor |
| Çanakkale Dardanelspor                                        | Eser Kardeşler – Metin Özkan, Metin Selçuk, Ali Özyar, Ahmet Karayakalıoğlu (30. Eşref Kestane) – Avni Okumuş (60. Necdet Çağlayan), Kemal Aktaş, Engin Şentürk, Mesut Toros – Fadıl Kurt, Yaşar Akçura Cheftrainer: ? | Mehmet Tezcan – Ali Kemal Alataş, Cüneyt Kazan, Ümit Özkalp – Cengiz Büyükşanalan, Tekin İncebaldır (73. Hakan Koçhan), Timuçin Bayazıt (57. İbrahim Uzunca), Ercan Aslankeser, Ahmet Pişkin – Serkan Gültang, Gökmen Özcan Cheftrainer: Metin Türel | Adana Demirspor |
| Çanakkale Dardanelspor                                        | 1:2 Necdet Çağlayan (72.) | 0:1 Timuçin Bayazıt (27.) 0:2 Ercan Aslankeser (69.) | Adana Demirspor |
| Çanakkale Dardanelspor                                        | Metin Selçuk (18.), Kemal Aktaş (31.), Metin Özkan (72.) | Timuçin Bayazıt (35.), Ahmet Pişkin (54.), Serkan Gültang (55.), Ercan Aslankeser (71.), Ali Kemal Alataş (79.) | Adana Demirspor |
| Çanakkale Dardanelspor                                        | Adana Demirspor ist durch diesen Sieg in die 1. Lig aufgestiegen. | | Adana Demirspor |
| 2. Play-off-Finale                                            | | |                 |
| 31. Mai 1994 um 17:00 Uhr in Ankara (Ankara 19 Mayıs Stadium) | | |                 |
| Ergebnis: 1:2 (0:1)                                           | | |                 |
| Schiedsrichter: Metin Tokat                                   | | |                 |
| Spielbericht                                                  | | |                 |

## Torschützenliste
Der Türkische Fußballverband (TFF) führte für alle fünf Gruppen der 2. Lig separate Torschützenlisten, bestimmt aber den Torschützenkönig zum Saisonende aus einer einzigen zusammengefügten Torschützenliste.
| Pl. | Nat.   | Spieler          | Verein          | Tore |
| --- | ------ | ---------------- | --------------- | ---- |
| 1   | Turkei | Halim Okta       | Antalyaspor     | 21   |
| 1   | Turkei | Fevzi Gündoğdu   | Denizlispor     | 21   |
| 2   | Turkei | Sertan Eser      | Konyaspor       | 20   |
| 3   | Turkei | Murat Bölükbaşı  | Petrol Ofisi SK | 18   |
| 4   | Turkei | Nedim Demirbilek | Bakırköyspor    | 17   |
| 4   | Turkei | Saffet Akyüz     | İstanbulspor    | 17   |
| 4   | Turkei | Tanju Çolak      | İstanbulspor    | 17   |
| 4   | Turkei | Muammer Nurlu    | Konyaspor       | 17   |
| 4   | Turkei | Mehmet Kakil     | Hatayspor       | 17   |
| 5   | Turkei | Erkan Taşdemir   | Boluspor        | 16   |
| 6   | Turkei | Yücel Çolak      | Yeni Sincanspor | 15   |
| 6   | Turkei | Butay Sıdal      | Siirtspor       | 15   |